# Norihisa Shimizu
Norihisa Shimizu (født 4. oktober 1976) er en tidligere japansk fodboldspiller.
Han har spillet for flere forskellige klubber i sin karriere, herunder Júbilo Iwata og Yokohama F. Marinos.